# 山中誠
山中 誠（やまなか まこと、1951年（昭和26年）- ）は、日本の外交官。シンガポール駐箚特命全権大使や科学技術担当大使、ポーランド駐箚特命全権大使を歴任した。

## 人物・経歴
1974年（昭和49年）慶應義塾大学経済学部を卒業し、外務省に入省する。大学在学中はESSに所属。ESSに同時期に所属していた学生に、俳優の中村雅俊、三菱東京UFJ銀行副頭取の沖原隆宗、ジャスダック社長の筒井高志、上智大学外国語学部教授の井上久美らがいる。
入省後は、英語研修を受け、1977年（昭和52年）マサチューセッツ州アマースト大学を卒業。本省ではアジア局、欧亜局、条約局、国際情報局等にて勤務。在アメリカ合衆国日本国大使館、在タイ日本国大使館、在英国日本国大使館、在ウィーン国際機関日本政府代表部などの在外公館に勤務する。外務省条約局国際協定課長、外務省国際情報局審議官兼北米局審議官等を歴任。
- 1999年（平成11年） 経済協力開発機構（OECD）東京センター所長
- 2004年（平成16年）3月 サンフランシスコ総領事
- 2007年（平成19年）10月 駐シンガポール特命全権大使[3]
- 2010年（平成22年）9月 科学技術協力担当大使
- 2011年（平成23年）9月 駐ポーランド特命全権大使[4]
- 2016年（平成28年）6月 コニカミノルタ株式会社アドバイザリーボードメンバー[5]

## 同期
- 佐々江賢一郎（12年駐米大使・10年外務事務次官・08年政務担当外務審議官）
- 林景一（11年駐英大使・08年内閣官房副長官補・08年駐アイルランド大使）
- 小田部陽一（11年ジュネーブ国際機関政府代表部大使・08年経済担当外務審議官）
- 吉川元偉（13年国連大使・10年OECD大使・09年アフガニスタン・パキスタン支援担当大使・06年駐スペイン大使）
- 高松明（11年駐スロバキア大使・科学技術振興機構理事・06年駐キューバ大使）
- 石田仁宏（08年駐アルゼンチン大使・05年駐ペルー大使・72年語学研修員採用、74年外務省公務員採用上級試験に合格して再入省）
- 四宮信隆（10年駐ポルトガル大使・07年駐ドミニカ共和国大使）
- 原田親仁（16年日露関係担当大使・11年駐露大使・08年駐チェコ大使）
- 目賀田周一郎（11年駐メキシコ大使・08年駐ペルー大使）
- 卜部敏直（11年駐フィリピン大使・07年駐アイルランド大使）
- 遠藤茂（09年駐サウジアラビア大使・07年駐チュニジア大使）
- 多賀敏行（12年駐ラトビア大使･09年駐チュニジア大使）
- 斉藤隆志（10年駐ミャンマー大使・06年駐セネガル大使）
- 城田安紀夫（10年駐ノルウェー大使・07年駐イラン大使・04年イラク復興支援等調整担当大使・01年駐カタール大使）
- 山本忠通（12年駐ハンガリー大使・10年アフガニスタン・パキスタン支援担当大使・08年ユネスコ日本政府代表部大使）
- 佐藤重和（12年駐タイ王国大使・10年駐オーストラリア大使）
- 中根猛（12年駐独大使・09年ウィーン国際機関代表部大使）
- 黒木雅文（13年駐セルビア大使・09年駐カンボジア大使）
- 西ヶ廣渉（14年宮内庁宮務主管・12年駐ルクセンブルク大使・09年駐リビア大使）
- 吉澤裕（12年駐南アフリカ共和国大使・08年駐フィジー大使）
- 貞岡義幸（10年駐パラオ大使）
- 寒川富士夫（10年駐マラウイ大使）
- 沼田幹男（12年駐ミャンマー大使・11年外務省領事局長）
- 白石和子（12年駐リトアニア大使）
- 高橋二雄（13年駐アゼルバイジャン大使）
- 小池孝行（13年駐キルギス大使）
- 中北徹（07年アジア・ゲートウェイ戦略会議座長代理）